# Новий правий центр
Новий правий центр (італ. Nuovo Centrodestra — NCD) — офіційно зареєстрована італійська політична партія правоцентристської орієнтації. Лідером партії є Анджеліно Альфано.
Партія була створена 15 листопада 2013 в результаті розколу партії Народ свободи.
У партії існує значна кількість ідеологічних течій, включаючи ліберальну, християнсько-демократичну, соціал-ліберальну і консервативно-ліберальну.